# LA-PUNCH 改
「LA-PUNCH改」（ラ・パンチかい）は、日本の男性ボーカル・アカペラ・グループ2枚目のシングルである。発売元はPSC。

## 概要
前作のシングル「La-Punch」同様オリコンチャートではアルバム扱いであり、チャートではアルバムランキングにランクインしている。

## 収録曲
1. WHITE BREATH[1:54]
T.M.Revolutionの同曲をカバー。
2. LOVE PHANTOM[1:59]
B'zの同曲をカバー。
3. Beauty & Stupid[2:34]
hideの同曲をカバー。
4. DANCE DANCE DANCE[3:33]
5. IT'S MY LIFE[2:40]
6. SOUND BREAK[2:01]